# Internationales Busterminal Wien Hauptbahnhof
Der Internationale Busterminal Wien Hauptbahnhof liegt am Südtirolerplatz im 4. Wiener Gemeindebezirk Wieden, direkt neben dem Hauptbahnhof Wien. Er wird durch die Österreichische Postbus AG betrieben, die zum Konzern der Österreichischen Bundesbahnen gehört. Im Nahebereich des Busbahnhofes befindet sich U-Bahn-Station Südtiroler Platz.

## Lage
Der Busbahnhof wurde im Zuge des Neubaus des Wiener Hauptbahnhofs auf den sogenannten Waldmanngründen und bietet 21 Haltestellen sowie 24 Abstellplätze für Busse. Er zeichnet sich durch eine außergewöhnlich gute verkehrliche Erschließung über Straße (Gürtel) und ÖPNV (Regionalbahn, Fernbahn, Straßenbahn, Regionalbus, Stadtbus, S-Bahn und U-Bahn) aus. Er liegt zudem sehr zentral und zentrumsnah. 

## Neubau eines zentralen Busterminals
Nachdem im Dezember 2018 die Entscheidung darüber öffentlich wurde, kündigten im März 2019 die Verkehrsstadträtin Maria Vassilakou (Grüne) und der Bürgermeister Michael Ludwig (SPÖ) den Neubau eines zentralen Busterminals für Wien beim Stadioncenter an der U2-Station Stadion, in der Nähe des damals noch bestehenden Ferry-Dusika-Hallenstadions und des Ernst-Happel-Stadions, an. Dieser sollte nach fünfjähriger Bauzeit als Fernbus-Terminal Wien den Betrieb aufnehmen. Hintergrund ist die bislang unzulängliche Situation der bestehenden Busbahnhöfe Busterminal Vienna, ebenfalls beim Stadioncenter gelegen, und des Vienna International Busterminal in Wien-Erdberg sowie ein fehlender, zentraler Busterminal in der Bundeshauptstadt, was sich besonders für Umsteigereisende als nachteilig herausstellt.
Zuletzt war die Eröffnung des im Bau befindlichen Internationalen Fernbus-Terminal am Handelskai für das Jahr 2015 vorgesehen. Nachdem im Oktober 2023 die für das Projekt zuständige Wien Holding der Investorengruppe Donau Busterminal Realisierung GmbH die Verantwortung für den Bau entzogen und den 2021 geschlossenen Baukonzessionsvertrag gekündigt hatte, wird sich der Baubeginn verzögern. Der Fernbus-Terminal habe jedoch für die Stadt Wien weiterhin höchste Priorität.
Neben dem Neubau des Hauptbahnhofs und der Sanierung des Flughafens Wien-Schwechat ist die Neuerrichtung eines zentralen Busterminals eines von drei großen Verkehrsbauprojekten in Wien.